# Капауануакеа
Капауануакеа (хавајски Kapau-a-Nuʻakea = „Капау, ћерка Нуакеје“) била је владарка хавајског острва Молокаија на древним Хавајима; трећи познати владар тог острва. Била је једна од неколико женских владара у историји Хаваја.

## Биографија
Капау је рођена на Молокаију, али није познато када.
Њен отац и претходник на трону Молокаија био је краљ (или велики поглавица) Кеолоеваакамауауа, син краља Камауауе.
Према древним легендама, њена породица потиче од принца Нанаулуа са Тахитија.
Мајка краљице Капау била је племкиња Нуакеа, ћерка поглавице Кеаунуија са острва Оахуа, која је дошла на Молокаи и удала се за краља Кеолоеваакамауауу.
Након шта је Кеолоеваакамауауа умро, на трону га је наследила Капау, чији су братићи били хавајски владари Хаулануиаиакеа од Кауаија и Елепуукахонуа од Оахуа.

### Брак
Муж краљице Капау звао се Ланилео. Њихово дете је била ћерка, краљица Камауливахине, која је наследила Капау као владарка Молокаија.